# Archaeolepis
Archaeolepis (лат., от др.-греч. ἀρχαῖα λεπίς «древняя чешуя») — вымерший род ранних чешуекрылых из семейства Archaeolepiidae, является самым ранним из известных ископаемых чешуекрылых. Archaeolepis является типовым и единственным родом семейства Archaeolepiidae (или Archaeolepidae).
Ископаемые остатки были найдены в отложениях нижней юры вблизи Дорсета, Великобритания, их возраст составляет около 190 млн лет. Они представляют собой пары крыльев, покрытые чешуйками, с жилкованием похожим на таковое у представителей ручейников (Trichoptera).
Ряд исследователей считают, что нельзя считать однозначно определённой принадлежность единственного фрагмента крыла к представителям чешуекрылых и окончательно систематическое положение таксона является  
неопределённым.